# Matthias Berning
Matthias Berning (* 22. September 1986 in Duisburg) ist ein ehemaliger deutscher Footballspieler.

## Laufbahn
Berning besuchte das Mercator-Gymnasium in Duisburg. Als Austauschschüler spielte er 2003 Football an der Mexico High School im US-Bundesstaat Missouri. Von 2005 bis 2007 spielte er für die Düsseldorf Panther in der GFL. Er gewann mit der deutschen Nationalmannschaft bei der Weltmeisterschaft 2007 die Bronzemedaille. Von 2007 bis 2010 spielte er als Linebacker an der Central Michigan University in den Vereinigten Staaten. Ende Juli 2011 wurde er von der NFL-Mannschaft New York Jets unter Vertrag genommen. Er zog sich im Training eine Gehirnerschütterung zu, Anfang September wurde er aus dem Aufgebot gestrichen, um am Folgetag für den Trainingskader verpflichtet zu werden. Aus diesem wurde er Mitte September wieder gestrichen, ehe er im weiteren Verlauf des Monats erneut eine Woche Trainingsspieler bei den Jets war. Im Dezember 2011 wollte ihn die New Yorker Mannschaft erneut unter Vertrag nehmen, das scheiterte aber, da Berning in der Kürze der Zeit nicht die Arbeitserlaubnis für die USA erhielt.
Mitte Januar 2012 erhielt er von den Jets einen Vertrag, der der Mannschaft ein vorrangiges Zugriffsrecht auf den Deutschen sicherte, im Juni wurde sein Vertrag aufgehoben. Ein Spiel in der NFL bestritt er nicht.
Berning, der Betriebswirtschaftslehre studierte, wurde im Raum Chicago beruflich bei einem Vermögensverwaltungsunternehmen tätig.